# Мурхад мак Аэдо
Мурхад мак Аэдо (др.‑ирл. Murchad mac Áedo; умер в 840) — король Коннахта (839—840) из рода Уи Бриуйн.

## Биография
Мурхад был сыном Аэда мак Фогартайга и правнуком умершего в 735 году правителя Коннахта Катала мак Муйредайга. Он принадлежал к Сил Катайл, одной из частей септа Уи Бриуйн Ай. Владения семьи Мурхада находились на территории современного графства Роскоммон.
Мурхад мак Аэдо получил власть над Коннахтом в 839 году, после смерти своего дальнего родича Катала мак Муиргиуссы из септа Сил Муйредайг. Два дяди Мурхада, Кинаэд мак Артгайл и Маэл Котайд мак Фогартайг, упоминаются в ирландских анналах как короли Коннахта. Однако их имена отсутствуют в списке коннахтских монархов, сохранившемся в «Лейнстерской книге». Мурхад — первый после отрёкшегося в 782 году от престола Артгала мак Катайла представитель Сил Катайл, упоминающийся с королевским титулом в обоих этих исторических источниках.
О правлении Мурхада мак Аэдо почти ничего не известно. Единственное упоминание о нём в анналах — сообщение о его смерти в 840 году. После смерти Мурхада власть над Коннахтом унаследовал его троюродный брат Фергус мак Фотайд.